# Церква Покрова Богородиці (Турка)
Церква Покрови Пресвятої Богородиці у Турці — знищений радянською владою греко-католицький храм у місті Турка Львівської області; старовинна бойківська дерев'яна церква.

## Історія
Вперше згадується в документах 1507 року. Дерев'яна церква збудована 1780 році на місці давнішньої (інвентар 1820 року датує її 1814 роком).

## Опис
Церква була тризрубним триверхим храмом, збудованим у класичному бойківському стилі. Завершувалася пірамідальними наметовими верхами з двома заломами над вівтарем і бабинцем та чотирма — над навою. У верху над бабинцем первісно була влаштована дзвіниця.
Була знищена внаслідок умисного підпалу в 1953 році у рамках планової акції боротьби радянської влади з релігією на Західній Україні. На місці церкви була побудована споруда Турківського районного комітету комуністичної партії (тепер — приміщення Турківської РДА).